# 10foot
10foot, někdy též psáno jako 10 Foot, je pseudonym britského tvůrce graffiti, jenž byl deníkem Financial Times označen za nejznámějšího londýnského graffitipisce, zároveň je jeho produkci možno vidět po celé Velké Británii a řadě světových metropolí i odlehlých míst. Finanční škoda za odstranění graffiti, jenž způsobil ve Spojeném království, je k roku 2023 odhadovaná ve výši jednoho milionu liber. 10foot mimo jiné šíří skrze své graffiti i politické názory, jako například „free Palestine“, kdy vyslovuje podporu hnutí za nezávislost Palestiny.

## Identita a život
Za přezdívkou 10foot, dle deníku Daily Mail, stojí Sam Moore původem z malého ostrova Wight, kde vyrůstal se svou matkou a nevlastním otcem a též navštěvoval místní střední školu. S graffiti začal po svém přestěhování se do Londýna ve věku dvaceti let, kde se seznámil s dalšími autory. V roce 2010 byl za tvorbu ilegálního graffiti odsouzen k odnětí svobody, z důvodu spáchání dvaceti pěti trestných činů, ke kterým se přiznal. Roku 2023 se 10foot spojil s oděvní značkou Palace v rámci podzimní kolekce, kdy na tričkách a mikinách byla fotografie policejního vozu, který byl potagován 10footovým podpisem. Jako reklamní video na spolupráci byl použit záznam z daného skutku.

## Vězení
Dvacetičtyřletý Sam Moore byl 6. června roku 2010 zadržen poté, co byl spojen s ilegální tvorbou nedaleko mostu Hungerford Bridge v Londýně. Po Samově zadržení došlo ze strany policie k vyfotografování jeho tagu, propojení s jejich databází a následném porovnání s ostatními místy, kde se nacházely.[ujasnit] Policisté poté provedli řadu domovních prohlídek a zabavili důkazní materiál v podobě věcí souvisejících s graffiti včetně cédéček s fotografiemi jeho děl, sprejů, fix a fotografií, na kterých jest vyfocen s dalšími známými autory graffiti. Po analýze jeho rukopisu byl soudem shledán vinným, kdy jím způsobená škoda byla odhadnuta na 113 000 liber, a odsouzen ke dvěma rokům odnětí svobody.

## Rukopis
10foot pro psaní své přezdívky využívá všech tří základních druhů graffiti v několika podobách, jako například lehce čitelné tagy a piecy „10foot“ či dvouznakový throw up „10“, kdy je nula vizuálně znázorněna jako obrys chodidla (anglicky foot).